# Marathon van Xiamen 2003
De marathon van Xiamen 2003 werd gelopen op zondag 30 maart 2003. Het was de eerste editie van de marathon van Xiamen, die tevens dienstdeed als Chinees kampioenschap op de marathon. De Ethiopiër Hailu Negussie kwam als eerste over de streep in 2:09.03. Bij de vrouwen won de Chinese Zhou Chunxiu de wedstrijd in 2:34.16.

## Uitslagen

### Mannen
| rang   | naam             | land | tijd    |
| ------ | ---------------- | ---- | ------- |
| Goud   | Hailu Negussie   | ETH  | 2:09.03 |
| Zilver | Sammy Korir      | KEN  | 2:10.44 |
| Brons  | Samson Kandie    | KEN  | 2:14.02 |
| 4      | Franklin Tenorio | ECU  | 2:14.24 |
| 5      | Zhuhong Li       | CHN  | 2:14.39 |
| 6      | Ronghua Zhu      | CHN  | 2:15.04 |

### Vrouwen
| rang   | naam                     | land | tijd    |
| ------ | ------------------------ | ---- | ------- |
| Goud   | Zhou Chunxiu             | CHN  | 2:34.16 |
| Zilver | Leila Aman               | ETH  | 2:34.24 |
| Brons  | Yongying Kan             | CHN  | 2:34.27 |
| 4      | Kum-sil Ri               | PRK  | 2:35.59 |
| 5      | Son-ok Jang              | PRK  | 2:36.29 |
| 6      | Svetlana Tkach-Shepeleva | MDA  | 2:37.56 |
| 7      | Meiyu Sha                | CHN  | 2:39.28 |
| 8      | Mei Sun                  | CHN  | 2:40.00 |

2003 ·
2004 ·
2005 ·
2006 ·
2007 ·
2008 ·
2009 ·
2010 ·
2011 · 
2012 ·
2013 · 
2014 ·
2015 ·
2016 ·
2017